# STS-125
STS-125 (Space Transportation System-125) var rumfærgen Atlantis 30. rummission. På missionen skulle Atlantis besøge Hubble-rumteleskopet (Hubble).
Missionen begyndte med opsendelsen af Atlantis d. 11. maj 2009 klokken 20:01 dansk sommertid og endte d 24. maj 2009 klokken 17:39.
Hovedformålet med missionen var reparation af Hubble, der blev udført fem rumvandringer til udførelse af arbejdet. Det var det sidste servicebesøg til Hubble i rumfærge-programmet.
Til missioner der ikke besøger Den Internationale Rumstation, står der der et redningsfartøj klar til afgang på Kennedy Space Centers anden startrampe (LC-39B). Rumfærgen Endeavour havde rollen som redningsfartøj på denne mission. Redningsmissionen kaldes STS-400 og skulle kun i aktion hvis der blev behov for at evakuere mandskabet fra Atlantis.
Tidligere Hubble-missioner: STS-31, STS-61, STS-82, STS-103 og STS-109.

## Besætning STS-125 (Atlantis)
- Scott Altman (kaptajn)
- Gregory Carl Johnson (pilot)
- Michael Good (1. missionsspecialist) EVA Hold 2
- Megan McArthur (2. missionsspecialist) Styring af robotarm.
- John Grunsfeld (3. missionsspecialist) EVA Hold 1
- Michael Massimino (4. missionsspecialist) EVA Hold 2
- Andrew Feustel (5. missionsspecialist) EVA Hold 1

## Redningsmission STS-400
Redningsfartøjet, mission STS-400, står klar på rampen i tilfælde af noget går helt galt, det vil tage cirka 3 dage før den er klar til endelig afgang. Det har været et krav siden Columbias forlis at et redningsberedskab er klar til at evakuere astronauterne i et nødstilfælde. STS-125 er den første mission siden 2003 hvor rumfærgen ikke sammenkobles med Den Internationale Rumstation.
NASA vurderer at risikoen for alvorlig skade pga. rumaffald er stor på STS-125 missionen. Astronauterne på rumvandring og rumfærgens varmeskjold er udsatte for at blive ramt af rumaffald .
Årsagen er til dels tre forulykkede satellitter tidligere på året, dels at Hubbles bane ligger højere oppe i atmosfæren end fx ISS. Rumaffaldet er derfor længere tid om at nedbremses  så det forlader kredsløbet og ødelægges pga. friktionsvarmen – den samme varme der udgør en risiko for en rumfærge med et beskadiget varmeskjold.
NASA har senere estimeret risikoen til at være lavere end først antaget
.

### Besætning STS-400 (Endeavour-redningsfartøj)
- Christopher Ferguson (kaptajn)
- Eric Boe (pilot)
- Robert Kimbrough (1. missionsspecialist)
- Stephen Bowen (2. missionsspecialist)

## STS-125 Missionen
Hubble bliver kontrolleret fra Goddard Space Flight Center. Rumfærgerne kontrolleres under opsendelsen af Kennedy Space Center indtil de er fri af affyringsrampens servicetårn, hvorefter Johnson Space Center i Texas overtager kontrollen.

### Opsendelsen
Atlantis blev sendt af sted fra Kennedy Space Center i Florida d. 11. maj 2009 klokken 20:01 dansk tid. Rumfærgen er to døgn om at nå frem til Hubble-teleskopet, på vej mod teleskopet blev rumfærgen undersøgt for eventuelle skader på varmeskjoldet.
Det meste af flyvningens anden dag d. 12. maj blev brugt på at fotografere rumfærgens yderside.
NASA meddelte at varmeskjoldet på styrbordssiden var blevet beskadiget af et objekt. Skaderne blev bedømt til at være ubetydelige ud fra fotografier og film optaget med rumfærgens robotarm. Det blev senere opdaget at billederne af rumfærgens næse i bagbords side var mangelfuld, kakler i rumfærgens bagbords side vil blive fotograferet på et senere tidspunkt .

### Rumfærgen sammenkoblet med Hubble
Missionens tredje dag d. 13 maj, Atlantis blev sammenkoblet med Hubble. Med rumfærgens robotarm førte Megan McArthur Hubble på plads i rumfærgens lastrum . Et stykke rumaffald på ca. 10 cm passerede forbi 15 km under rumfærgen, rumaffaldet menes at stamme fra en kinesisk satellit skudt ned i 2007.

### Første rumvandring
John Grunsfeld og Andrew Feustel udførte missionens første rumvandring på den fjerde dag d. 14 maj. De udskiftede Wide Field and Planetary Camera 2 (WFPC2) med Wide Field Camera 3 (WFC3), indsatte en ny dataprocesser til styring af Hubbles voluminøse data (den svigtende dataprocessor var skyld i at missionen blev rykket fra oktober 2008), og installerede Soft Capture Mechanism. Rumvandringen varede 7 timer og 20 minutter .

### Anden rumvandring
Michael Good og Michael Massimino udførte missionens anden rumvandring på den femte dag d. 15 maj. De udskiftede teleskopets seks gyroskoper og tre af akkumulatorerne (batterier). De bøvlede med at få to af gyroskoperne på plads, så de udskiftede de to nye gyroskoper med to ekstra gyroskoper, Atlantis havde med. Gyroskoper og akkumulatorer bestod de indledende afprøvninger. Rumvandringen var planlagt til at vare i 6 timer og 30 minutter, men varede 7 timer og 56 minutter. NASA valgte at skyde tidsplanen en time, så astronauterne fik en times mindre søvn om aftenen, men en time længere den følgende morgen. Tidsforskydningen kommer til at gælde for de resterende rumvandringer for at sikre at astronauterne får nok søvn for at klare de krævende rumvandringer .

### Tredje rumvandring
John Grunsfeld og Andrew Feustel udførte missionens tredje rumvandring på den sjette dag d. 16 maj.
De udskiftede COSTAR (Corrective Optics Space Telescope Axial Replacement) med COS (Cosmic Origins Spectrograph) og reparerede ACS (Advanced Camera for Surveys) der dog ikke kom til at fungere helst som den skulle. Rumvandringen varede 6 timer og 36 minutter.

### Fjerde rumvandring
Michael Good og Michael Massimino udførte missionens fjerde rumvandring på den syvende dag d. 17 maj. Det lykkedes dem at færdiggøre opsætningen af Space Telescope Imaging Spectrograph selv om de havde problemer. Der blev ikke tid til at sætte de nye isolerende tæpper på teleskopet, de blev derfor først opsat på den sidste rumvandring. Rumvandringen varede 8 timer og 2 minutter og blev den sjette længste rumvandring i Amerikas historie .

### Femte rumvandring
John Grunsfeld og Andrew Feustel udførte missionens sidste rumvandring på den ottende dag d.18 maj. De udskiftede Fine Guidance Sensor 2, indsatte det sidste NiH-batterisæt og satte tre isolerende tæpper (NOBL) på Hubble. Rumvandringen varede 7 timer og 2 minutter .

### Rumfærgen frakobles Hubble
Tirsdag d. 19. maj klokken 14:57 dansk sommertid frigjorde Megan McArthur Hubble-teleskopet fra Atlantis' robotarm og rumfærgen flyttede sig vha. styreraketterne væk fra teleskopet. Styreraketterne RCS (Reaction Control System) består af 38 primære og seks sekundære dyser. De primære styreraketter udvikler hver et tryk på 395 kg i vakuum, mens de sekundæres er på 11 kg. De sekundære styreraketter blev brugt 14:57, da de er svagere. De primære styreraketters udstødning kan i værste fald beskadige Hubble, men vil under alle omstændigheder efterlade Hubble i en sky af korrosive gasser. Klokken 15:28 var afstanden mellem Atlantis og Hubble stor nok til at man turde bruge de kraftigere primære styreraketter. Derefter blev rumfærgen endnu engang undersøgt for eventuelle skader på varmeskjoldet.

### Hviledag
Onsdag d. 20. maj holdt besætningen en delvis fridag med mindre forberedelser til landingen fredag. Der blev afholdt interviews med forskellige nyheds medier der blev også kommunikeret med kollegaerne på Den Internationale Rumstation begge dele blev vist direkte fra rummet på NASAtv .
Sidste samtale var med præsident Barack Obama, Obama fortalte at en ny NASA Administrator snart ville blive annonceret, astronauterne spurgte om den ny administrator kunne være om bord på Atlantis, John Grunsfeld har været nævnt som en mulig kandidat, men det blev ikke bekræftet
.

### Forberedelse til landing
Torsdag d. 21. maj forberedelser til landing den følgende dag på Kennedy Space Center i Florida. Checklister og afprøvning af udvalgte systemer blev udført. Der blev også tid til interviews og direkte kommunikation med Senatet, rosende ord til besætningen for deres arbejde med Hubble-teleskorpet blev uddelt af Bill Nelson og Barbara Mikulski.
Vejret i Florida kan være temmelig ustabilt, voldsomme storme, torden osv. kan opstå pludseligt. En rumfærge er mere følsom overfor vejret end en almindelig flyvemaskine, rumfærgen har ikke mulighed for at flyve en tur rundt og lave et nyt forsøg når den er inden for atmosfæren. Den kan ikke lande i regnvejr da varmeskjoldet ikke kan tåle regn. NASA har en afdeling med meteorologer der er med til at vurdere om det er forsvarligt at lande . Kaptajnen blev bedt om at reducere brændstofforbruget så Atlantis kan blive ekstra dage i rummet hvis nødvendigt.

### Landing udskydes
Fredag d. 22. maj pga. dårligt vejr i Florida blev Atlantis landing udsat til d. 23. maj. Det blev besluttet at også klargøre Edwards Air Force Base i Californien som et muligt landingssted 
.
Lørdag d. 23. maj, forventede man at Atlantis skulle lande som første prioritet på Kennedy Space Center (KSC), dette blev dog udsat til d. 24. maj pga. vejret.
- Første forsøg 09:15 a.m. EDT (15:15 CEST) på KSC, aflyst pga. vejret.
- Andet forsøg 10:54 a.m. EDT (16:54 CEST) på KSC, aflyst pga. vejret.

### Landing
Søndag d. 24. maj, NASA forsøgte at lade Atlantis lande på Kennedy Space Center, da det altid er den første prioritet for at undgå at transportere rumfærgen retur til KSC. Der var to mulige landingssteder med fire mulige tidspunkter :
- Første forsøg på KSC (Florida) kunne foregå klokken 15:11 CEST, aflyst pga. vejret.
- Andet forsøg på Edwards (Californien) kunne foregå klokken 16:40 CEST.
- Tredje forsøg på KSC (Florida) kunne foregå klokken 16:49 CEST, aflyst pga. vejret.
- Fjerde forsøg på Edwards (Californien) kunne foregå klokken 18:19 CEST, blev ikke nødvendig.

Atlantis landede på Edwards Air Force Base i Californien klokken 17:39 CEST.

## Nyttelasten
Nyttelasten er det udstyr der skal udskiftes på Hubble-rumteleskopet som rumfærgen Atlantis medbringer.:

### Wide Field Camera 3
Wide Field Camera 3- afløser Wide Field Planetary Camera 2 fra 1993. Instrumentet er på størrelse med et komfur og er anbragt som en skuffe.

### Soft-Capture Mechanism
Soft-Capture Mechanism er et beslag til anbringelse på Hubble så et ubemandet slæbefartøj i 2020 kan koble sig til Hubble og lade Hubble brænde op over det Indiske Ocean. Den største fare er hovedspejlet på 2,4 m der er lavet af glas og derfor ikke brænder op ved re-entrytemperaturerne.

Sammen med Relative Navigation System, der gør det nemmere at finde Hubble, udgør det Soft Capture and Rendezvous System .

### Nye gyroskoper
Seks nye gyroskoper. For at kunne dreje Hubble mod diverse objekter og for at kunne fastholde teleskopet mod disse har Hubble fire svinghjul. Til at kontrollere bevægelsen har Hubble seks gyroskoper der altid peger i samme retninger som reference. Tre gyroskoper bruges ad gangen og tre er i reserve. Omprogrammering har gjort det muligt at nøjes med to gyroskoper, men da de roterer med 19.200 o/min slides de med tiden. Derfor udstyres Hubble med seks friske gyroskoper. Hubble fik nye gyroskoper i 1993 og i 1999.

### Cosmic Origins Spectrograph
Cosmic Origins Spectrograph (COS) – en UV-spektrograf. COS er på størrelse med en telefonboks og skal anbringes i stedet for COSTAR, der var en slags 'kontaktlinse' installeret i 1993 for at korrigere for Hubbles fejlslebne hovedspejl. Senere installerede instrumenter korrigerer selv for fejlen og COSTAR er blevet overflødig så det nedtages med Atlantis.

### Nye batterier
Nye akkumulatorer (batterier). Hubble får strøm fra solpanelerne i 61 minutter af hvert kredsløb og er over natsiden i 36 minutter. I jordskyggen modtager Hubble elektrisk energi fra seks NiH-akkumulatorer. De nuværende er de originale fra 1990 og deres kapacitet er faldet så alle seks bliver udskiftet.

### Space Telescope Imaging Spectrograph
Space Telescope Imaging Spectrograph (STIS)  blev installeret på Hubble i 1997. I 2004 svigtede instrumentet og astronauterne skal udskifte apparatets strømforsyning.

### Advanced Camera for Surveys
Advanced Camera for Surveys (ACS) blev installeret på Hubble i 2002 og var ansvarlig for Hubble Ultra Deep Field-billedet. I 2006 fik den fejl men da elektronikken er redundant, kunne instrumentet stadig bruges – dog på nedsat kraft. Astronauterne skal udskifte fire printplader så ACS bliver mere effektiv igen.

### Fine Guidance Sensor
Fine Guidance Sensor (FGS). For at Hubble kan pege mod et bestemt mål har den tre FGS der indeholder spejle, prismer og linser. De er en slags søgekikkerter der angiver retningen med stor præcision. FGS1 blev udskiftet i 1999 og den hjembragte FGS er nu blevet ombygget. Den skal geninstalleres som FGS2. Der anvendes kun to FGS ad gangen så det tredje FGS anvendes til astrometriske målinger. FGS modtager lys fra hovedspejlet og hver er på størrelse med Wide Field Camera 3.

### Nye isolerende tæpper
New Outer Blanket Layer (NOBL). Ekstra tæpper til beskyttelse af Hubble i rum-miljøet. Hubble-teleskopet omkredser Jorden på 97 minutter og skifter fra at være i den brændende sol til den iskolde jordskygge. For at undgå at teleskopet slår sig ved bratte temperaturændringer er Hubble pakket ind i isolerende tæpper. Disse er med tiden mørnet af ultraviolet stråling og klodsede astronauter. NOBL er specialsyede stykker der anbringes ovenpå de værst medtagne steder. Tre NOBL blev lagt på i 1999, én i 2002 og tre skal lægges på i 2009.

### Super Lightweight Interchangeable Carrier
Super Lightweight Interchangeable Carrier (SLIC) er de beslag i Atlantis' lastrum der opbevarer de nye og de gamle instrumenter under henholdsvis opsendelsen og hjemturen.

### IMAX 3D-kamera
IMAX 3D-kamera NASA vil i samarbejde med Warner Bros. Pictures og IMAX Corporation udstyre Hubble-teleskopet med et IMAX 3D-kamera på mission STS-125. Videomaterialet vil blive brugt i produktionen til en dokumentar om rumteleskopet. IMAX har tidligere produceret flere film relateret til verdensrummet, blandt andre Destiny in Space, The Dream is Alive, Mission to Mir, Blue Planet, Magnificent Desolation og Space Station 3D.

## Billeder
- STS-125 missionen skal udføre udbygning og hardware opdatering af Hubble-rumteleskopet.
- Et af Hubbles billeder fra Universet af to Galakser.
- Atlantis på rampe LC-39A, Endeavour på rampe LC-39B.
- Hubble's kontrolcenter Goddard Space Flight Center.
- Cosmic Origins Spectrograph i Ultraviolet lys.
- Hubble set fra rumfærgen.
- Hubble sammenkoblet med Atlantis.
- Første rumvandring.
- Soft Capture Mechanism
- Hardware til Advanced Camera for Surveys

Hovedartikler: